# ليرم (بجستان)
لیرم (بجستان) (بالفارسية: لیرم) هي قرية تقع في إيران في قسم بجستان الريفي.